# Corpèira
Corpièra (en francès Courpière) és un municipi francès situat al departament del Puèi Domat i a la regió d'Alvèrnia-Roine-Alps. L'any 2007 tenia 4.521 habitants.

## Demografia

### Població
El 2007 la població de fet de Courpière era de 4.521 persones. Hi havia 2.004 famílies de les quals 728 eren unipersonals (288 homes vivint sols i 440 dones vivint soles), 580 parelles sense fills, 496 parelles amb fills i 200 famílies monoparentals amb fills.
La població ha evolucionat segons el següent gràfic:
Habitants censats

### Habitatges
El 2007 hi havia 2.504 habitatges, 2.044 eren l'habitatge principal de la família, 129 eren segones residències i 331 estaven desocupats. 1.875 eren cases i 619 eren apartaments. Dels 2.044 habitatges principals, 1.292 estaven ocupats pels seus propietaris, 697 estaven llogats i ocupats pels llogaters i 55 estaven cedits a títol gratuït; 30 tenien una cambra, 182 en tenien dues, 427 en tenien tres, 675 en tenien quatre i 730 en tenien cinc o més. 1.225 habitatges disposaven pel capbaix d'una plaça de pàrquing. A 989 habitatges hi havia un automòbil i a 725 n'hi havia dos o més.

### Piràmide de població
La piràmide de població per edats i sexe el 2009 era:
| Homes | Edats   | Dones |
| ----- | ------- | ----- |
| 8     | 95 o +  | 40    |
| 4     | 90 a 94 | 16    |
| 44    | 85 a 89 | 36    |
| 24    | 80 a 84 | 40    |
| 80    | 75 a 79 | 136   |
| 80    | 70 a 74 | 140   |
| 132   | 65 a 69 | 108   |
| 136   | 60 a 64 | 144   |
| 120   | 55 a 59 | 140   |
| 156   | 50 a 54 | 164   |
| 140   | 45 a 49 | 156   |
| 164   | 40 a 44 | 144   |
| 140   | 35 a 39 | 164   |
| 196   | 30 a 34 | 192   |
| 156   | 25 a 29 | 156   |
| 132   | 20 a 24 | 104   |
| 120   | 15 a 19 | 116   |
| 164   | 10 a 14 | 108   |
| 108   | 5 a 9   | 140   |
| 140   | 0 a 4   | 112   |

## Economia
El 2007 la població en edat de treballar era de 2.771 persones, 1.930 eren actives i 841 eren inactives. De les 1.930 persones actives 1.688 estaven ocupades (923 homes i 765 dones) i 242 estaven aturades (105 homes i 137 dones). De les 841 persones inactives 329 estaven jubilades, 210 estaven estudiant i 302 estaven classificades com a «altres inactius».

### Ingressos
El 2009 a Courpière hi havia 2.071 unitats fiscals que integraven 4.467,5 persones, la mediana anual d'ingressos fiscals per persona era de 16.215 €.

### Activitats econòmiques
Dels 312 establiments que hi havia el 2007, 2 eren d'empreses extractives, 10 d'empreses alimentàries, 2 d'empreses de fabricació d'elements pel transport, 29 d'empreses de fabricació d'altres productes industrials, 31 d'empreses de construcció, 80 d'empreses de comerç i reparació d'automòbils, 18 d'empreses de transport, 21 d'empreses d'hostatgeria i restauració, 1 d'una empresa d'informació i comunicació, 20 d'empreses financeres, 14 d'empreses immobiliàries, 22 d'empreses de serveis, 32 d'entitats de l'administració pública i 30 d'empreses classificades com a «altres activitats de serveis».
Dels 75 establiments de servei als particulars que hi havia el 2009, 1 era una oficina d'administració d'Hisenda pública, 1 gendarmeria, 1 oficina de correu, 4 oficines bancàries, 2 funeràries, 8 tallers de reparació d'automòbils i de material agrícola, 1 taller d'inspecció tècnica de vehicles, 3 autoescoles, 8 paletes, 6 guixaires pintors, 5 fusteries, 1 lampisteria, 3 electricistes, 1 empresa de construcció, 9 perruqueries, 1 veterinari, 10 restaurants, 5 agències immobiliàries, 2 tintoreries i 3 salons de bellesa.
Dels 29 establiments comercials que hi havia el 2009, 1 era un supermercat, 1 una botiga de menys de 120 m², 5 fleques, 5 carnisseries, 1 una peixateria, 2 llibreries, 3 botigues de roba, 1 una botiga d'electrodomèstics, 1 una botiga de mobles, 5 drogueries, 1 una joieria i 3 floristeries.
L'any 2000 a Courpière hi havia 29 explotacions agrícoles que ocupaven un total de 1.072 hectàrees.

## Equipaments sanitaris i escolars
El 2009 hi havia 3 farmàcies i 1 ambulància.
El 2009 hi havia 1 escola maternal i 2 escoles elementals. A Courpière hi havia 2 col·legis d'educació secundària i 1 liceu d'ensenyament general. Als col·legis d'educació secundària hi havia 495 alumnes i als liceus d'ensenyament general 111.

## Poblacions més properes
El següent diagrama mostra les poblacions més properes.